# فرنتس کوچیش
فرنتس کوچیش (مجاری: Kocsis Ferenc؛ زادهٔ ۸ ژوئیه ۱۹۵۳) کشتی‌گیر فرنگی اهل مجارستان بود.
وی در مسابقات کشوری و بین‌المللی در مجموع برندهٔ ۶ مدال طلا، ۱ مدال نقره، ۱ مدال برنز شده‌است.